# Eishockey live
Die Eishockey live (eigene Schreibweise EISHOCKEY live) war eine deutsche Eishockeyfachzeitschrift. Zwischen Oktober 1998 und Dezember 2001 erschienen insgesamt 38 Ausgaben. Herausgegeben wurde sie von der DSV Deutscher Sportverlag Kurt Stoof GmbH, deren Redaktionsleiter für Sportfachzeitschriften Helmut Gilles war. Die Redaktion hatte ihren Sitz in Bad Nauheim und bestand neben dem Verantwortlichen Volker Ries aus Patrick Bernecker und Marc Schröder. Genauso wie die anderen von der DSV vertriebenen Zeitschriften hatte Eishockey live keinen eigenen Internetauftritt.

## Aufbau
Die Zeitschrift erschien monatlich, wobei Ausgaben, die zu Saisonbeginn erschienen, als Sonderhefte bezeichnet wurden. Thematisch wurden alle deutschen Ligen betreut und zudem umfangreich über die NHL berichtet. Nach der Einstellung der Zeitschrift Ende 2001 wurde Patrick Bernecker Chefredakteur bei der neu gegründeten Eishockey World.